# Upper Keys
Les Upper Keys constituent un archipel américain de l'océan Atlantique et du golfe du Mexique situé dans le sud de la Floride. Partie du comté de Monroe, cet archipel relève de celui des Keys, qui comprend également les Middle Keys et les Lower Keys, plus au sud. Cet archipel compte 69 000 habitants.